# Bahnhof Nesslau-Neu St. Johann

Nesslau-Neu St. Johann ist der Name eines Kopfbahnhofs der Schweizerischen Südostbahn (SOB). Er liegt in der Gemeinde Nesslau im Toggenburg im Kanton St. Gallen auf einer Höhe von 758,7 m ü. M.

## Geschichte

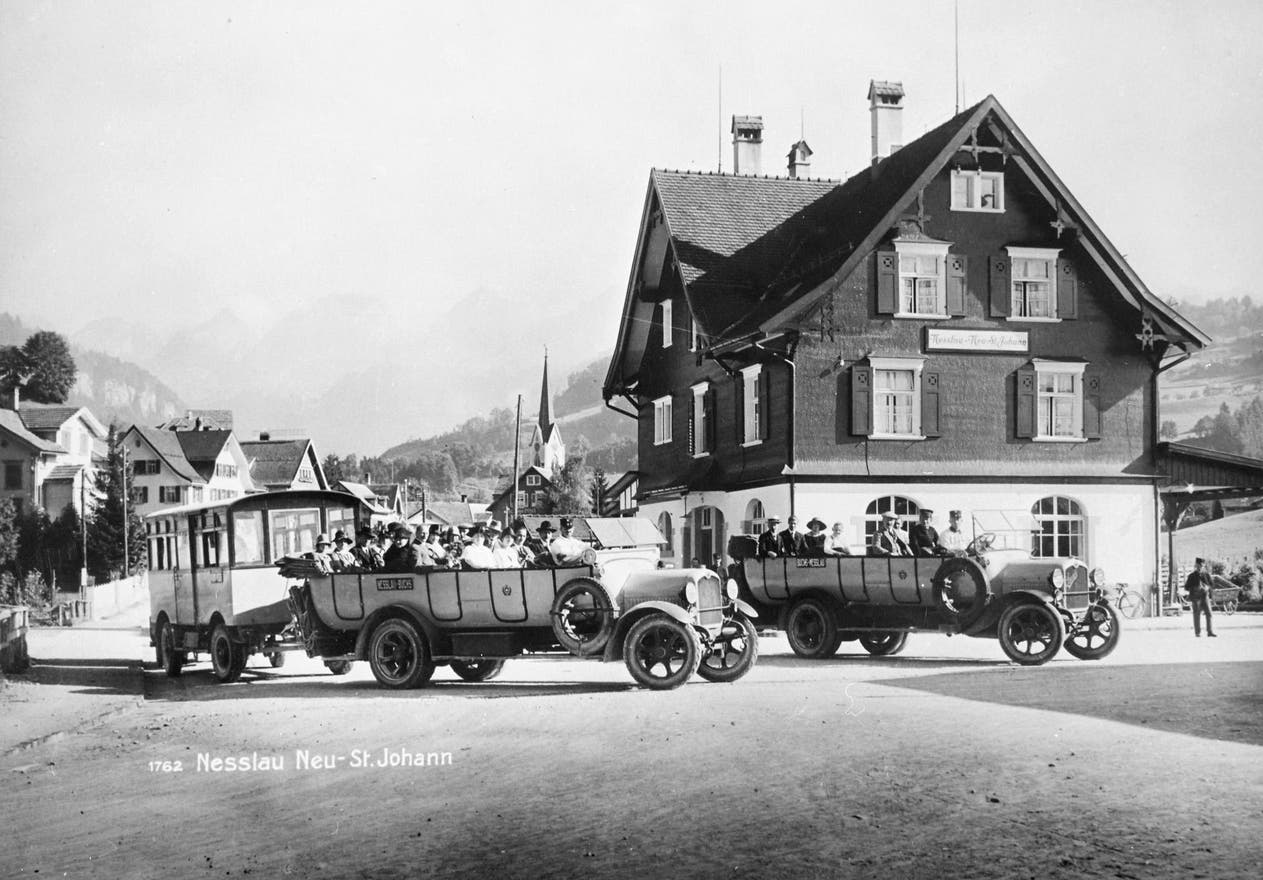
Stationsgebäude um 1925, davor offene Saurer-Postautos mit Anhänger

1898 wurde mit Unterstützung des Kantons St. Gallen ein Konzessionsgesuch für eine Normalspurbahn von Ebnat-Kappel nach Nesslau eingereicht. Dabei handelt es sich um eine Verlängerung der Strecke der früheren Toggenburgerbahn. Der Bau wurde von der Bodensee-Toggenburg-Bahn (BT) realisiert, die die knapp 8 Kilometer lange Strecke mit der Endstation Nesslau-Neu St. Johann am 1. Oktober 1912 dem Betrieb übergab. Das Aufnahmegebäude, dessen Fassade im Heimatschutzstil ausgeführt wurde, plante der St. Galler Architekt Salomon Schlatter. Die Erschliessung des Obertoggenburgs mit dem Bahnhof Nesslau-Neu St. Johann brachte der Touristenregion einen grossen Aufschwung und regte zu weiteren Bahnprojekten ins Rheintal oder auf den Säntis an, von denen allerdings keines realisiert wurde.

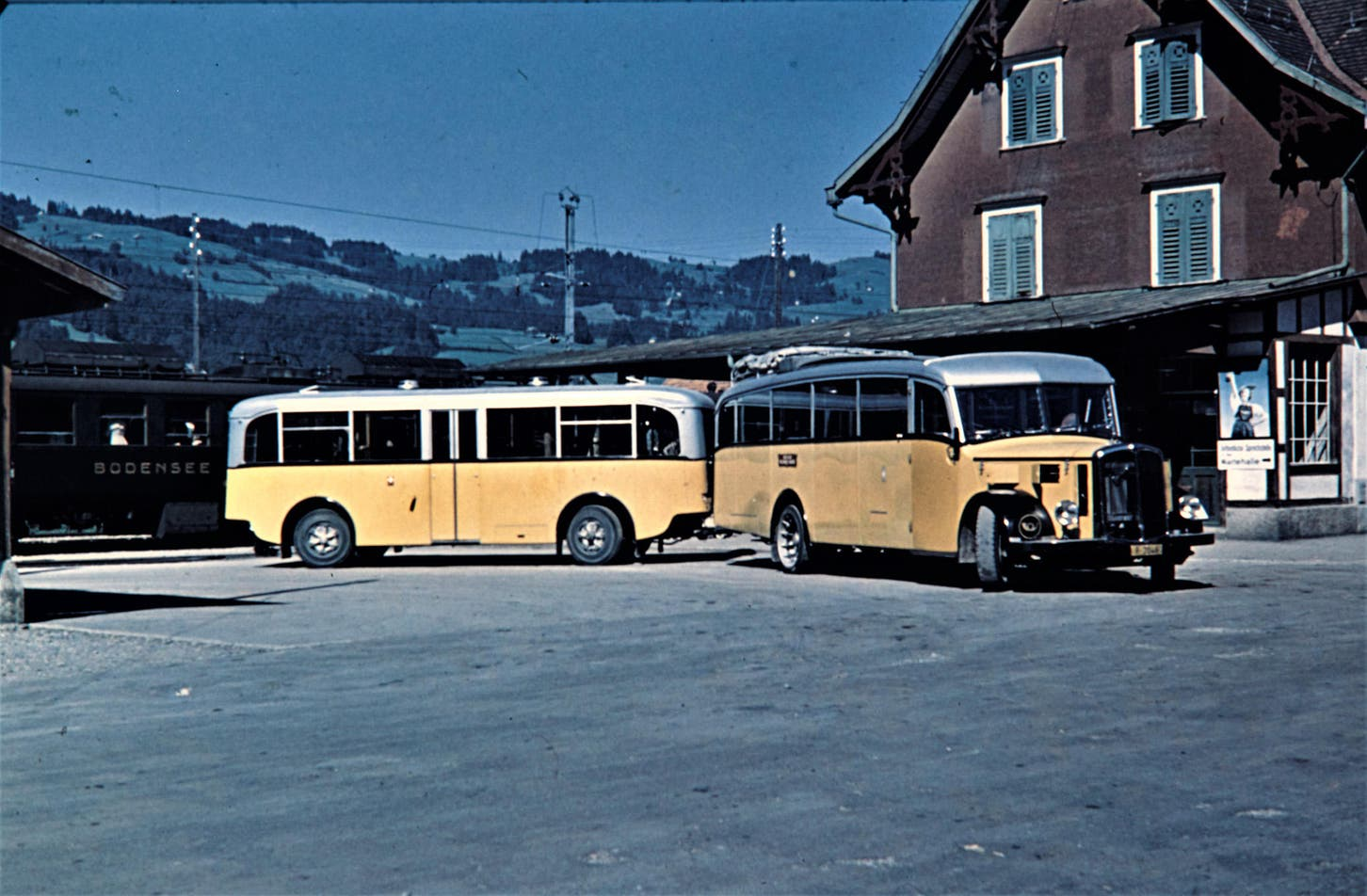
Ein Postauto mit Anhänger wartet beim Bahnhof Nesslau-Neu St. Johann in den 1940er Jahren auf die Passagiere. Dahinter ist ein Triebwagen BCFe 2/4 der BT zu erkennen.

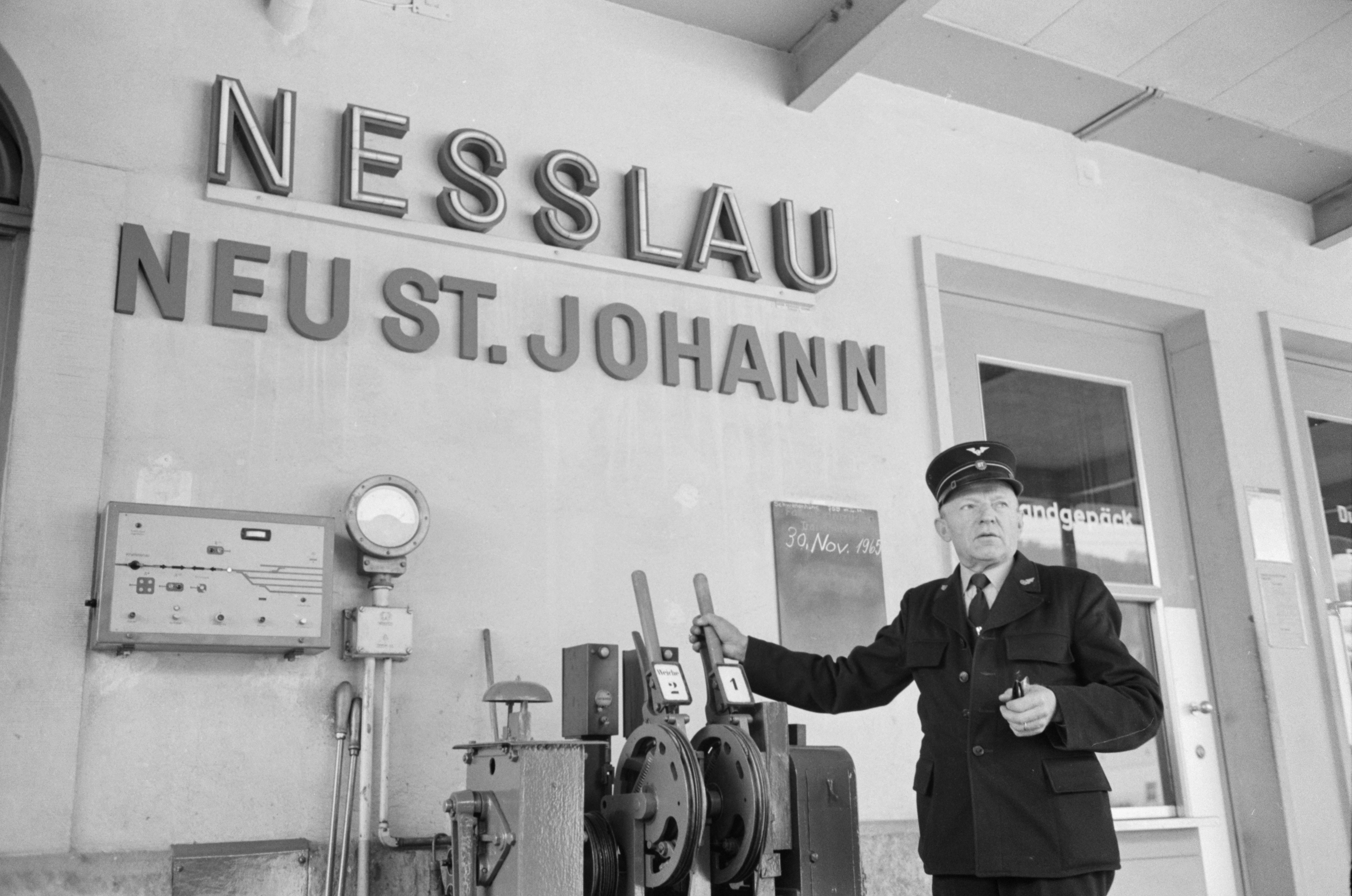
Stationsbeamter beim Bedienen des Stellwerks, um 1965

1918 wurde die Pferdekutsche von Nesslau nach Wildhaus durch Postautos abgelöst. Für die Weiterfahrt nach Buchs SG musste in Wildhaus umgestiegen werden. Erst ab 1929 verkehrten Postautos das ganze Jahr über durchgehend zwischen dem Obertoggenburg und dem Rheintal. Während viele Schweizer Postautolinien von Postautohaltern befahren werden, betreibt Postauto Ostschweiz neben dem Bahnhof in Nesslau ein Regie-Depot. Seit 1995 werden auf der Churfirsten-Linie nach Buchs nebst einstöckigen Postautos auch Doppelstockbusse eingesetzt. Sie sind auf kurvigen Strecken bequemer als Gelenkpostautos, da der Anteil an Sitzplätzen gegenüber Stehplätzen höher ist.
Im Zusammenhang mit der Elektrifizierung der Strecke St. Gallen–Wattwil–Nesslau wurde 1931 auch der Bahnhof Nesslau-Neu St. Johann mit dem Fahrdraht überspannt. 1972/73 erneuerte die BT das Stellwerk und baute Gleisanlagen und Fahrleitungen um.
Mit der Fusion der Bodensee-Toggenburg-Bahn kam der Bahnhof 2001 ins Eigentum der „neuen“ Schweizerischen Südostbahn. Die SOB erneuerte 2009/10 die Publikumsanlagen und baute den Bahnhof rollstuhlgängig aus. Der Hausperron erhielt ein 85 Meter langes Dach. Zudem vereinfachte die Südostbahn die Gleisanlage und erneuerte die beiden verbliebenen Gleise vollständig.

## Beschreibung

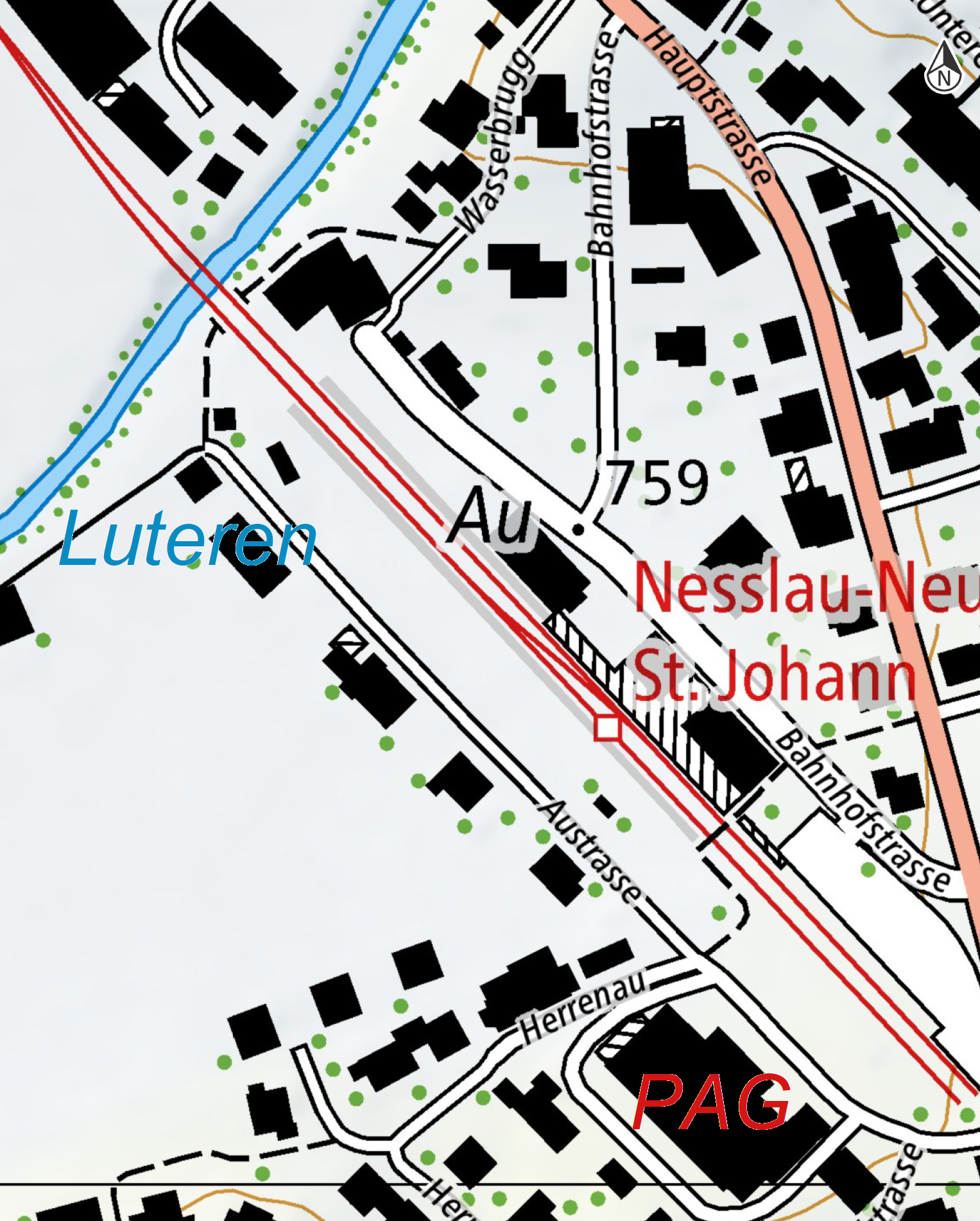
Kartenausschnitt
PAG: Regie-Garage der Postauto AG

Der Doppelname des Bahnhofs ergibt sich aus der geografischen Lage. Kurz vor der Einfahrt in den Bahnhof überquert die Strecke den Bach Luteren, der die Dörfer Nesslau und Neu St. Johann trennt. Nesslau war damals eine eigene politische Gemeinde, Neu St. Johann hingegen gehörte zur Gemeinde Krummenau und hat eine gewisse Bedeutung als Verkehrsknotenpunkt, da dort die Toggenburger Zufahrt für die Passstrasse zur Schwägalp beginnt.
Die Station Nesslau-Neu St. Johann ist Endpunkt der Bahnstrecke Romanshorn–Nesslau-Neu St. Johann. Bedient wurde sie lange Zeit von der Linie, die von Wil über Wattwil der Thur entlang durchs Toggenburg führt.
Der Bahnhof verfügt über zwei Gleise; Haus- und Aussenperron erstrecken sich über 170 Meter. Am Ende des Hausperrons führt ein Fussgängerübergang zum Aussenperron und zum Wohngebiet südlich der Gleisanlage. Die Südostbahn betreibt in Nesslau-Neu St. Johann ein Bahnreisezentrum.

## Betrieb

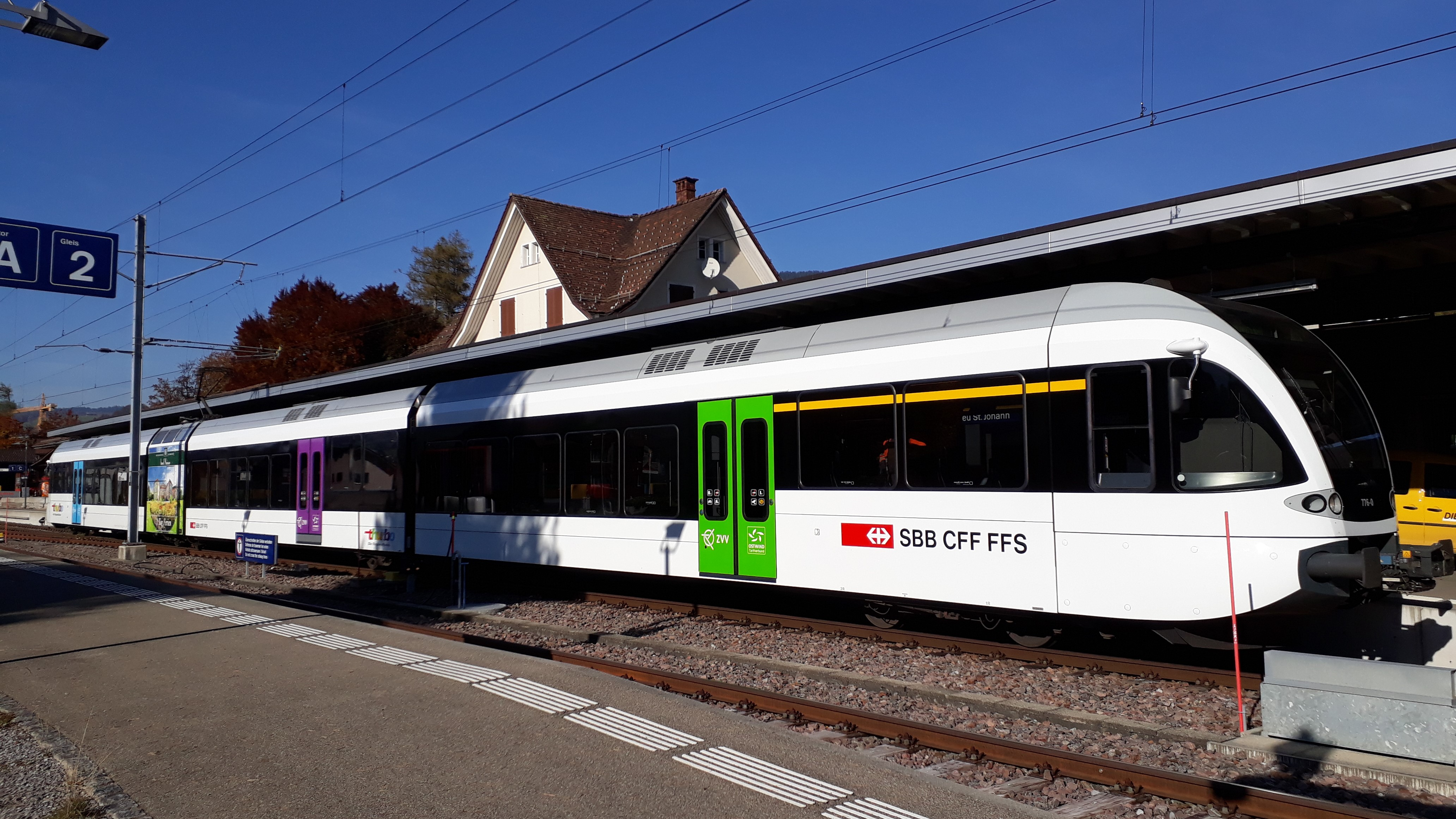
Die in Nesslau endende S2 betreibt Thurbo mit Triebzügen des Typs RABe 526.

Der Bahnhof Nesslau-Neu St. Johann erschliesst nicht nur die Dörfer Nesslau und Neu St. Johann – er ist Umsteigebahnhof auf die Postautolinien 792 auf die Schwägalp und insbesondere auf die 790 nach Wildhaus. Der Bahnhof wird von den folgenden Linien bedient:
- S-Bahn St. Gallen

- S 2 Nesslau-Neu St. Johann – Herisau – St. Gallen – Rorschach – St. Margrethen – Altstätten (Thurbo) 

Durchschnittlich stiegen 2018 in Nesslau-Neu St. Johann täglich 686 Bahnreisende ein und aus; zwei Jahre zuvor waren es 980.
- Busverkehr

Am Bahnhof Nesslau-Neu St. Johann treffen sich folgende Postautolinien:
- 790 Wattwil – Nesslau-Neu St. Johann – Wildhaus – Buchs im St. Galler Rheintal (Churfirsten-Linie)
- 792 Nesslau-Neu St. Johann – Schwägalp – Urnäsch im Kanton Appenzell Ausserrhoden (Schwägalp-Linie)

Seit 1995 hat der Bahnhof die betriebliche Führung der beiden Postautolinien inne.
Am Abend verkehren zwischen Wattwil und Nesslau anstelle der Züge Kurse des Busbetriebs Lichtensteig–Wattwil–Ebnat-Kappel.
- 770 Wattwil – Ebnat-Kappel – Nesslau-Neu St. Johann

Im Dezember 2018 wollte die SOB den Halbstundentakt zwischen Nesslau-Neu St. Johann und Wattwil einführen. Aus Kostengründen wurde darauf verzichtet, weil eine zusätzliche Zugskomposition notwendig gewesen wäre und der Bahnhof Krummenau zur Kreuzungsstelle hätte ausgebaut werden müssen.
Mittel- und längerfristig hält die Südostbahn jedoch am Halbstundentakt fest. Um eine Zugskomposition einzusparen, sind in Nesslau-Neu St. Johann eine Kurzwende und zwischen Ebnat-Kappel und Wattwil die Erhöhung der Höchstgeschwindigkeit von 85 auf 140 km/h vorgesehen. Unabhängig vom Ausbau des Zugangebots möchte die Gemeinde Nesslau das Bahnhofsareal entwickeln und aufwerten.

## Bilder

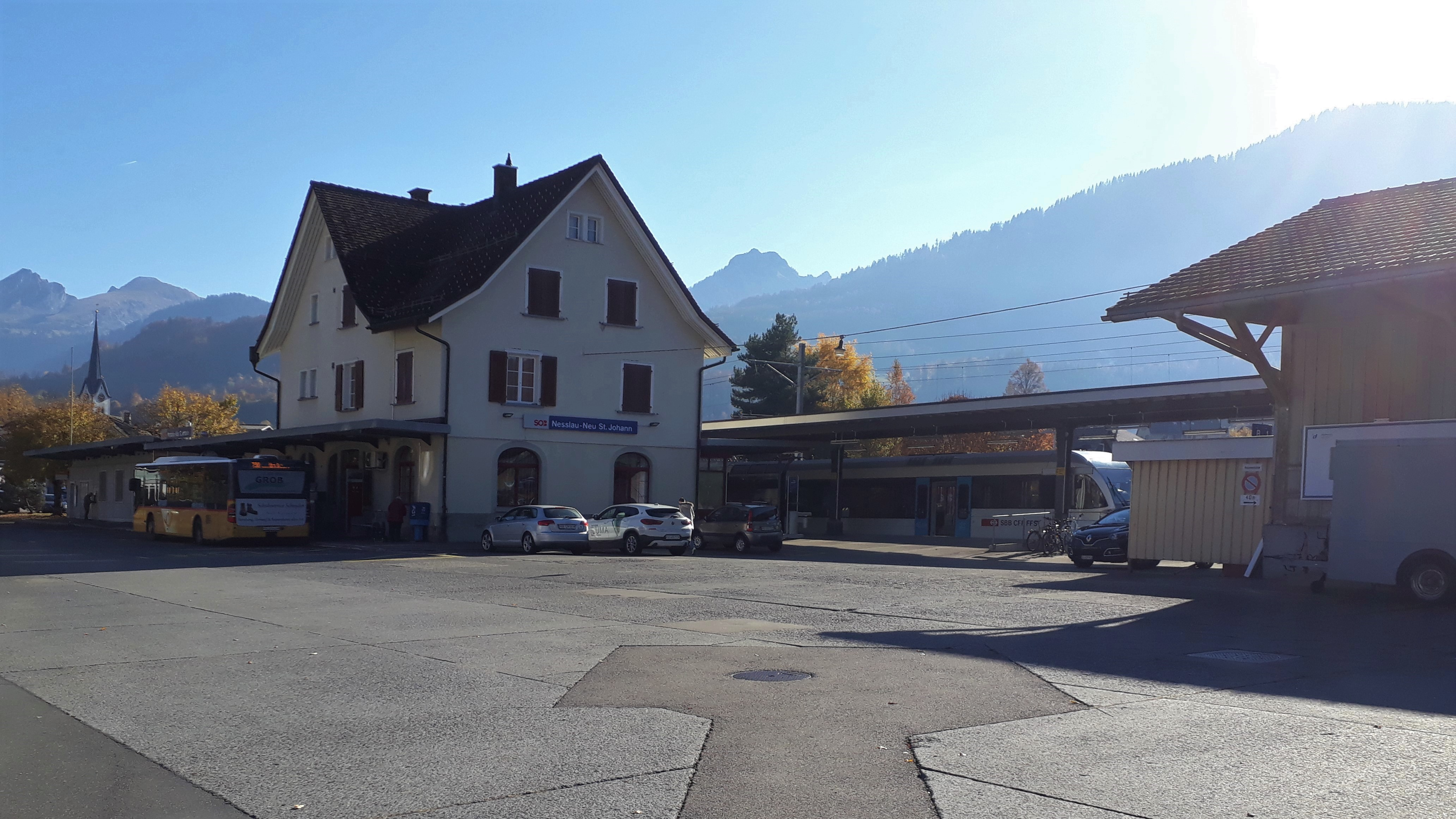
Der Bahnhof von der Strassenseite: Links das Aufnahmegebäude, rechts der Güterschuppen
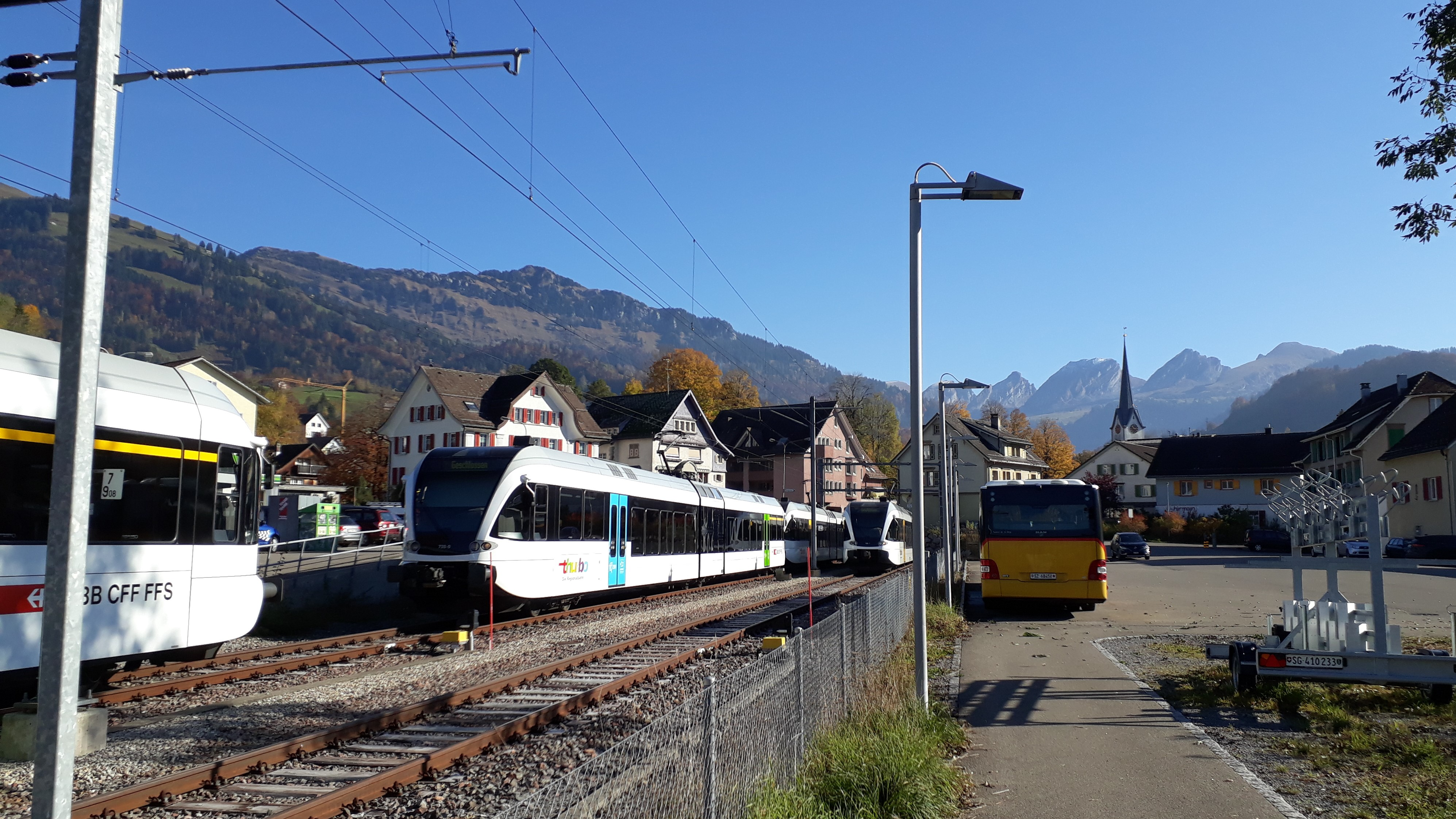
Abgestellte Triebzüge von Thurbo, die während den HVZ als Verstärkungsmodule dienen. Im Hintergrund sind die Churfirsten erkennbar.
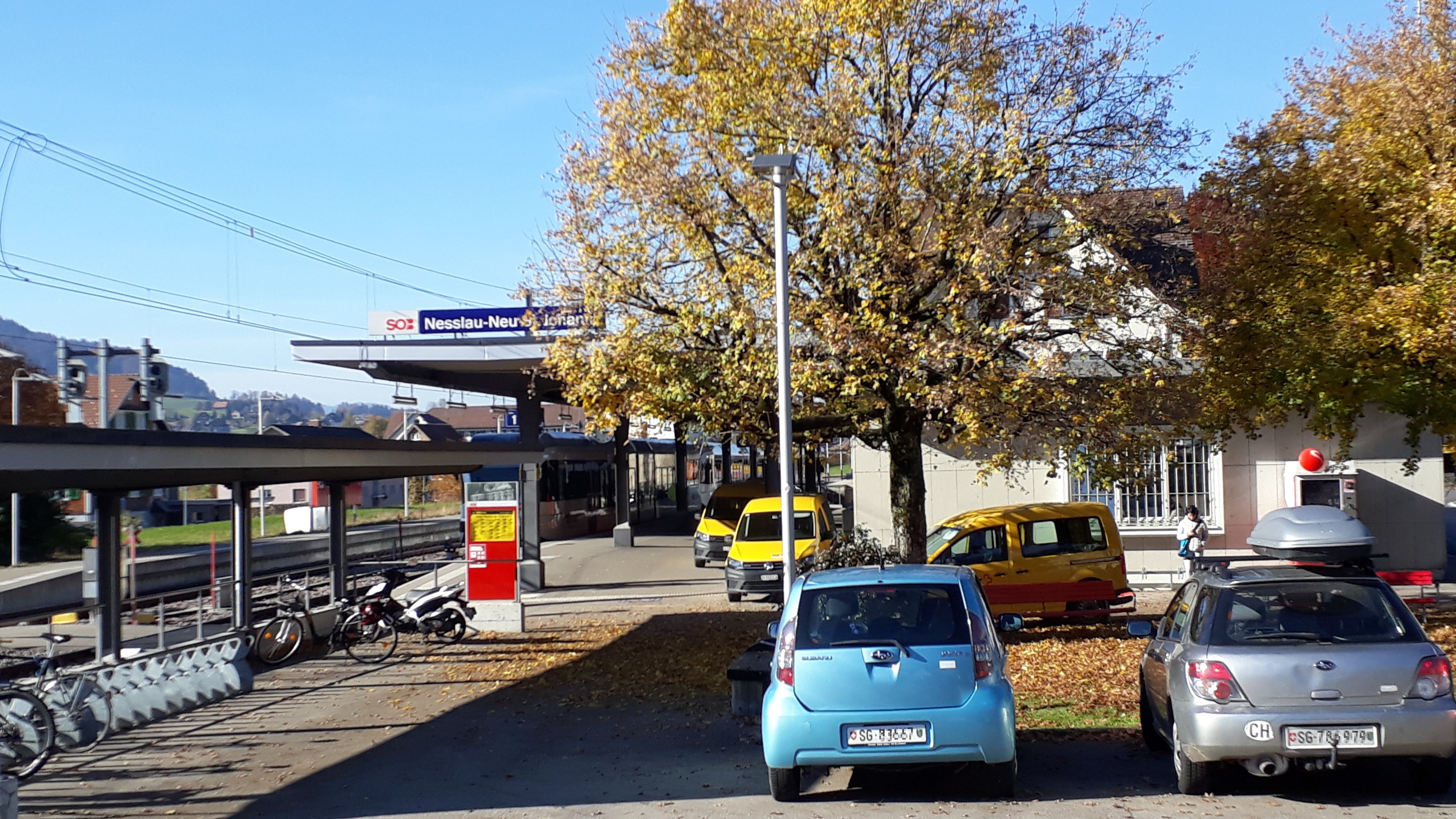
Veloständer, Dach des Perrons von Gleis 1 und Post, davor Parkplatz (von links nach rechts)
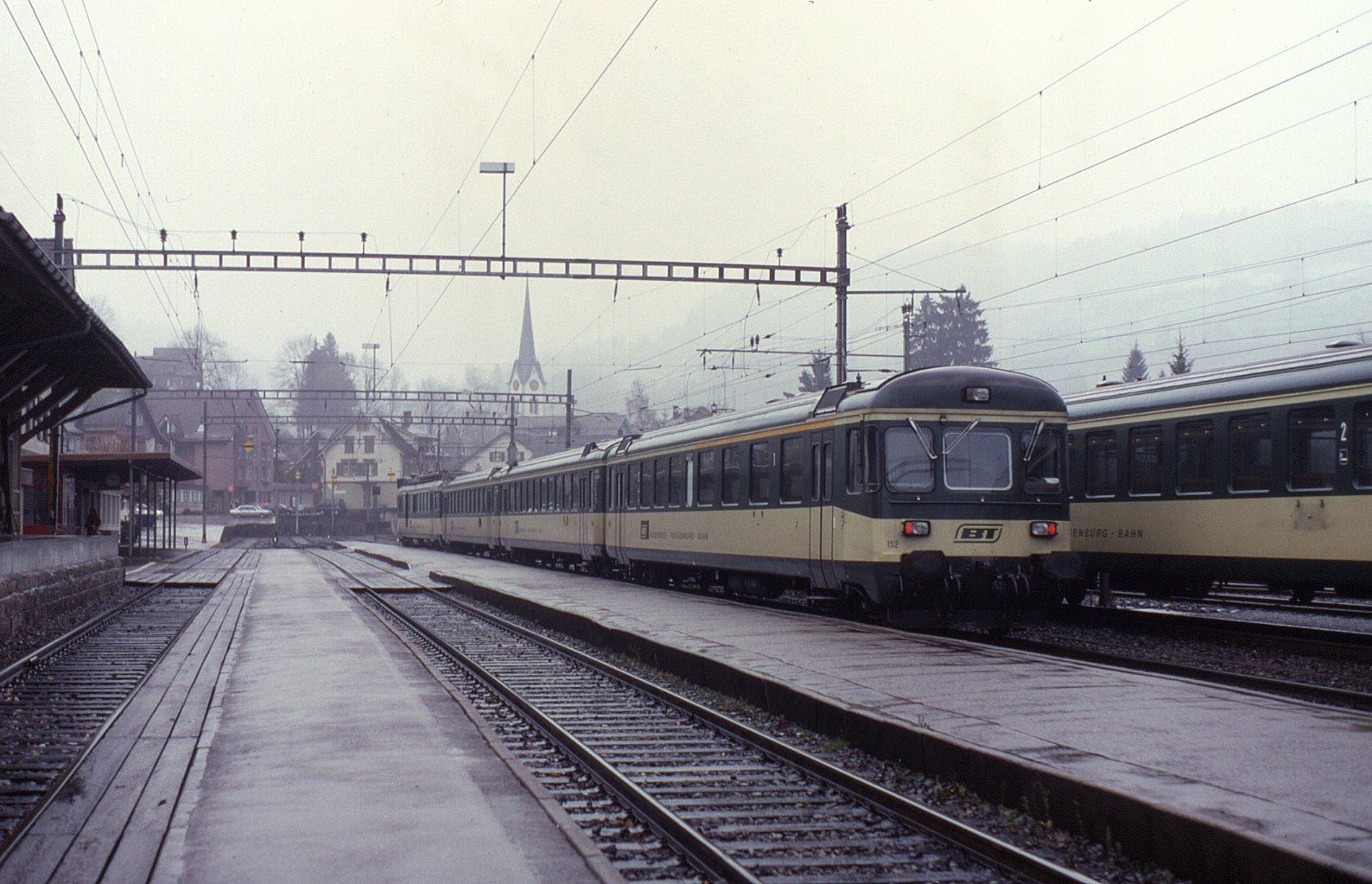
Pendelzug der Bodensee-Toggenburg-Bahn (BT) in Nesslau. 1998 waren die Gleisanlagen noch umfangreicher als heute.